# بهشت زمینی (نقاشی)
بهشت زمینی (به انگلیسی: Terrestrial Paradise) یک نقاشی رنگ روغن از هنرمند هلندی هیرونیموس بوش است که پس از سال ۱۴۹۰ میلادی کشیده شده‌است. این اثر در حال حاضر در گالری دل‌آکادمیا واقع در ونیز نگهداری می‌شود. این نقاشی بهشتی زمینی را به تصویر می‌کشد که در آن نجات‌یافتگان گناهان باقی مانده‌ی خود را با استفاده از چشمه‌ی زندگی که در بالای تپه قرار گرفته‌است می‌شویند و خود را پاک می‌کنند.
این اثر بخشی از یک تابلوی چندلتی به نام چشم‌اندازهای آخرت است که لت‌های دیگر آن شامل نقاشی‌های عروج نیکان، افتادن گنهکاران به دوزخ و دوزخ است.